# Shimane kärnkraftverk
Shimane kärnkraftverk (島根原子力発電所 Shimane hatsudensho?) är ett kärnkraftverk i Japan.
Kärnkraftverket ligger i staden Matsue i Shimane prefektur. Det består av två kokvattenreaktorer och det ägs och drivs av Chūbu Electric Power Company.

## Efter Fukushimaolyckan
För att få återstarta reaktorer efter sina respektive periodvisa underhåll följande Fukushima-olyckan behöver de godkännas efter nya och strängare säkerhetsregler.
Den första reaktorn som togs i drift 1974 är nedlagd och håller på att monteras ned.
Den andra reaktorn har blivit godkänd för återstart från kärnsäkerhetsmyndigheten 15 september 2021. Både ledningen i staden Matsue och Shimane prefektur behöver också ge sitt klartecken för en återstart.
En tredje reaktor på 1373 MWe av ABWR-typen började byggas i december 2005 och planerades att tas i drift i mars 2011. På grund av ett problem med mekanismen för styrstavarna sköts planen för start av reaktorn till juni 2011. Arbetet stoppades dock efter Fukushima-olyckan och högre säkerhetskrav infördes så att mer investeringar krävdes för att kunna starta reaktorn. I augusti 2018 skickade Chūbu Electric Power Company in ansökan om att få genomgå säkerhetsprövningen för att få starta reaktorn.

## Reaktorer
| Namn        | Reaktortyp | Först kritisk | Kommersiell drift | Effekt  | Stängd        |
| ----------- | ---------- | ------------- | ----------------- | ------- | ------------- |
| Shimane - 1 | BWR        | 1 juni 1973   | 29 mars 1974      | 460 MW  | 30 april 2015 |
| Shimane - 2 | BWR        | 25 maj 1988   | 10 februari 1989  | 820 MW  |               |
| Shimane - 3 | ABWR       |               |                   | 1373 MW |               |